# Michele Monaco
Michele Monaco (San Prisco, 1574 – 8 gennaio 1644) è stato un religioso e storico italiano.

## Biografia
Nacque da una distinta famiglia locale e dopo aver frequentato la scuola di grammatica nel vicino casale di Santa Maria Maggiore, nel 1586 all'età di 12 anni entrò nel Seminario di Capua.
Nel 1592, a 18 anni, per il completamento della sua formazione teologica ed umanistica fu inviato, a spese dell'arcivescovo Cesare Costa, a Roma presso il Collegio Romano, retto dai Gesuiti.
Nel 1600 il Monaco fu designato cappellano e predicatore del monastero di S. Giovanni delle Monache di Capua. In seguito fu esaminatore sinodale, canonico della cattedrale, rettore del Seminario, rettore, confessore e direttore spirituale del suddetto monastero e mantenne tale incarico, conferitogli dal cardinale Bellarmino, fino alla morte.
Egli partecipò attivamente alla vita culturale che interessava la città di Capua e fu un membro dell'Accademia dei Rapiti, fondata dal suo amico Camillo Pellegrino senior. Inoltre per i suoi interessi eruditi fu in corrispondenza con gli storici di altre Chiese del Mezzogiorno, quali il Beatillo, il Caracciolo, il Chioccarelli, l'arcidiacono Vipera di Benevento, nonché con l'Ughelli.
Il 26 maggio 1629 il Monaco fece il suo primo testamento presso il notaio capuano Francesco De Angelis. In esso dichiarò suoi eredi universali i nipoti, figli delle sorelle Cara e Adriana.
Nel 1630 vide la luce il Sanctuarium Capuanum, l'opera maggiore del Monaco presso l'editore napoletano Ottavio Beltrano. Nel 1637 pubblicò la Recognitio Sanctuarii Capuani presso la tipografia di Roberto Mollo di Napoli.
Il 18 marzo 1643 egli fece un nuovo testamento nel quale istituiva quale erede universale il monastero delle Monache di S. Giovanni di Capua, nel nome della badessa protempore, al quale aveva dedicato moltissima parte della sua vita.
Il Monaco morì il 26 agosto 1644 alle ore 17.00 secondo quanto affermato dal nipote Silvestro Ajossa.

## Opere
- Sanctuarium Capuanum, Napoli, 1630.
- Recognitio Sanctuarii Capuani, Napoli, 1637.
- Presenza di Dio, overo esercizio spirituale per attuare nell'anima la divina presenza. Cavato dal libretto latino del P. Antonio Gaudier … e ridotto a modo di pratica facile da D. Michele Monaco, Canonico di Capua …, Opera postuma, Napoli, 1665.
- Rerum sacrarum Sylvula autore Michaele Monacho Canonico Capuano, Opus posthumum accurante Camillo Tutino, Roma, 1655.
- De paenitanzia, De Eucaristia, De ordine, De matrimonio, De Censuris, De manialibus, De voto, ieiunio et gratia, ricordati dal Tutino a tergo dell'opera Rerum sacrarum Sylvula.
- Orazione in lode dell'illustrissima e fedelissima Città di Capua composta e data alla buona e santa memoria di Don Michele Monaco, Canonico, Prete Capuano …Nell'Accademia de' Rapiti con alcune epigramme dell'istesso, Opera postuma, Napoli, 1665.
- Operette spirituali di D. Michele Monaco copiate et insieme raccolte da D. Frappiero Febronia, manoscritto rilegato.
- Sanctuarium Capuanum, in Biblioteca Nazionale di Napoli, Collezioni manoscritti, Ms. IX, G. 32.
- Historia del Sacro monastero di Santo Giovanni delle Monache di Capua, in Biblioteca del Seminario Arcivescovile di Napoli, Collezione manoscritti, LXVIII, A. 77.
- De rectoribus et cappellanis parochialum Capuae, ivi. De disciplina scholae Seminarii Capuani commentariolum, ivi. De pretensa Sicilie monarchia sive responsio pro Cardinale Baronio contra M.R. eiusdem Impugnatorem Autore C.D.M.D.M.D.S.P.D.C..
- Opere ascetiche, canzoncine e versi latini di argomento vario, due sillogi di notizie riguardanti le chiese e gli ospedali di Capua, in BMCC, B. 64.